# 托马斯·埃斯特拉达·帕尔马

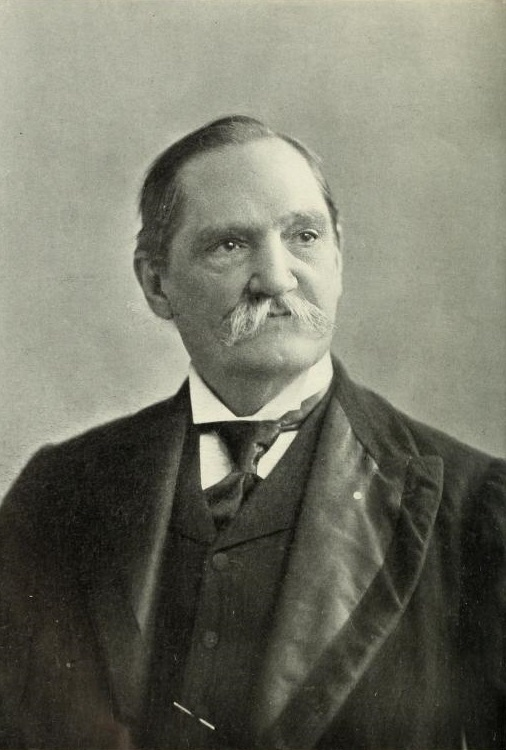
托馬斯·埃斯特拉達·帕爾馬

托马斯·埃斯特拉达·帕尔马（Tomás Estrada Palma，1832年7月9日—1908年11月4日）為古巴政治人物，首任古巴总统。

## 为争取独立而奋斗
埃斯特拉达·帕尔马是在十年战争中一个重要的古巴将军。曾被西班牙军队俘虏并流放，在被放逐期间，他前往纽约，在那里他与何塞·马蒂一起工作。马蒂死后，埃斯特拉达·帕尔马成为古巴革命党新的领导人。他在华盛顿寻求援助，成功地使美国国会通过联合决议，这项法案是导致美国宣战西班牙的其中一个因素，美国介入了战争，史称美西战争，要求古巴摆脱西班牙殖民统治。
在伦纳德·伍德将军管理古巴几年后，举行了选举。以何塞·米格尔·戈麦斯为首的共和党保守派和阿尔弗雷·扎亚斯为首的国家自由派，双方支持埃斯特拉达·帕尔玛。他虽然停留的全部时间都在美国，在那儿他是一个公民。1901年12月31日埃斯特拉达·帕尔马当选总统，他的政治取向如同美国总统西奥多·罗斯福開明。
美军离开后，古巴政府签署了一项法案，降低对美国产品关税，并将普拉特修正案纳入自己的宪法。1903年2月16日埃斯特拉达·帕尔玛签订了美国-古巴互惠条约，同意租借关塔那摩湾地区给美国，用作海军基地和煤站。
1906年埃斯特拉达·帕尔马连任，但这次自由派反对，称选举舞弊。美国军事介入，不久帕尔马辞职，抗议罗斯福的意愿，查尔斯·马贡在古巴建立了另一个親美政府，美國对古巴实行军事占领。

## 个人生活
埃斯特拉达·帕尔马出生在古巴的巴亚莫（Bayamo），是安德列斯·埃斯特拉达·帕尔马（Andres Estrada Palma）和玛丽亚·坎德拉里亚·塔马约（Maria Candelaria de Palma Tamayo）之子。在洪都拉斯与吉诺维瓦·瓜迪奥拉·阿维苏（Genoveva Guardiola Arbizu）结为夫妇，吉诺维瓦是洪都拉斯总统何塞·桑托斯·瓜迪奥拉的女儿。他是一名律师，逝世于古巴圣地亚哥。

## 塑像
在哈瓦那的总统大道（Avenida de los Presidentes）竖立有埃斯特拉达·帕尔马的塑像。它被卡斯特罗的革命者推倒，据说是因为他们指责埃斯特拉达·帕尔玛开始倒向美国，美国才对古巴进行干涉。如今脚趾和一双鞋还依然存在。
1. ↑  .   [2007-08-30]. （原始内容存档于2006-09-19）.

| 前任： 無 | 古巴总统 1902年—1906年 | 繼任： 何塞·米格尔·戈麦斯 |